# Sony Ericsson Xperia Play
A Sony Ericsson Xperia PLAY egy 2011-es Sony Ericsson-okostelefon. Különlegessége, hogy szétcsúsztatható kivitelű, melynek hála teljes értékű kézi játékkonzolként is működik.

## Hardver
A készülék tervei már 2007 óta megvoltak, a Sony ugyanis egy olyan PSP-t szeretett volna kiadni, ami telefonként is használható. Itt tulajdonképpen megfordították ezt, és egy játékra alkalmas telefont gyártottak. A készülékhez két USB-kábelt (egyet töltéshez, egyet adatátvitelhez), headsetet, bőrtokot, kijelzővédő fóliát és szivargyújtós töltőt adtak, valamint egy 8 GB-os memóriakártyát.
A telefon fekete és fehér színben készült. A készülékház műanyag alapú, kissé vaskos a kihúzható részek miatt. A kijelző 4 hüvelyk képátlójú, 480x854 pixel felbontású, sima TFT, nincs benne a Sony BRAVIA képjavító megoldása. Előlapján fent a beszélgetési hangszóró mellett van a fényérzékelő és az előlapi kamera, az alsó részen pedig négy vezérlőgomb. A hátlap domború, rajta a Sony Ericsson logó, az Xperia felirat, és a kamera plusz a vaku kaptak helyet; továbbá ide került a zajszűrő második mikrofon is. Felül található a be/ki kapcsoló gomb és egy értesítési LED. Bal oldalon van a microUSB-csatlakozó és a jack dugó bemenet, jobb oldalon pedig a hangerőszabályzó gombok (a dedikált kameragomb kimaradt). Ugyancsak jobb oldalon, két szélen van plusz két gomb, ezek a játék üzemmódhoz kerültek fel.
A processzor Qualcomm Snapdragon MSM8255, Adreno 205-ös grafikus GPU-val. Egymagos, 1 GHz-es sebességű. Akkumulátora eltávolítható, 1500 mAh teljesítményű.
A szétcsúsztatott telefon alsó részén a PlayStation kontrollerjére emlékeztető gombkiosztás látható.

## Szoftver
A telefon szoftvere a 2.3.2-es Android (Gingerbread), melyen kisebb átalakításokat végeztek. Eleinte szó volt arról, hogy a készülék megkapja a 4.0-s Ice Cream Sandwich verziót is, de stabilitási gondok miatt letettek erről. A beépített alkalmazások közé a gyártó betette saját szoftvereit is, így került be többek között a PlayNow áruház, vagy éppen a LiveWire eszközkezelő. Extraként jár még az Officesuite ingyenes verziója, valamint a képeslapküldő Postcard szolgáltatás. Gyárilag négy játékot is mellékelnek: a FIFA 11, a Star Battalion, a Bruce Lee és a The Sims 3 képezik a csomag részét. Játékok a Sony saját alkalmazásboltjából illetve a weboldalról telepíthetőek, a PlayStation Pocket oldalról pedig akár átmentett PlayStation 1-es játékokkal is lehet játszani.